# Aeroklub Koniński

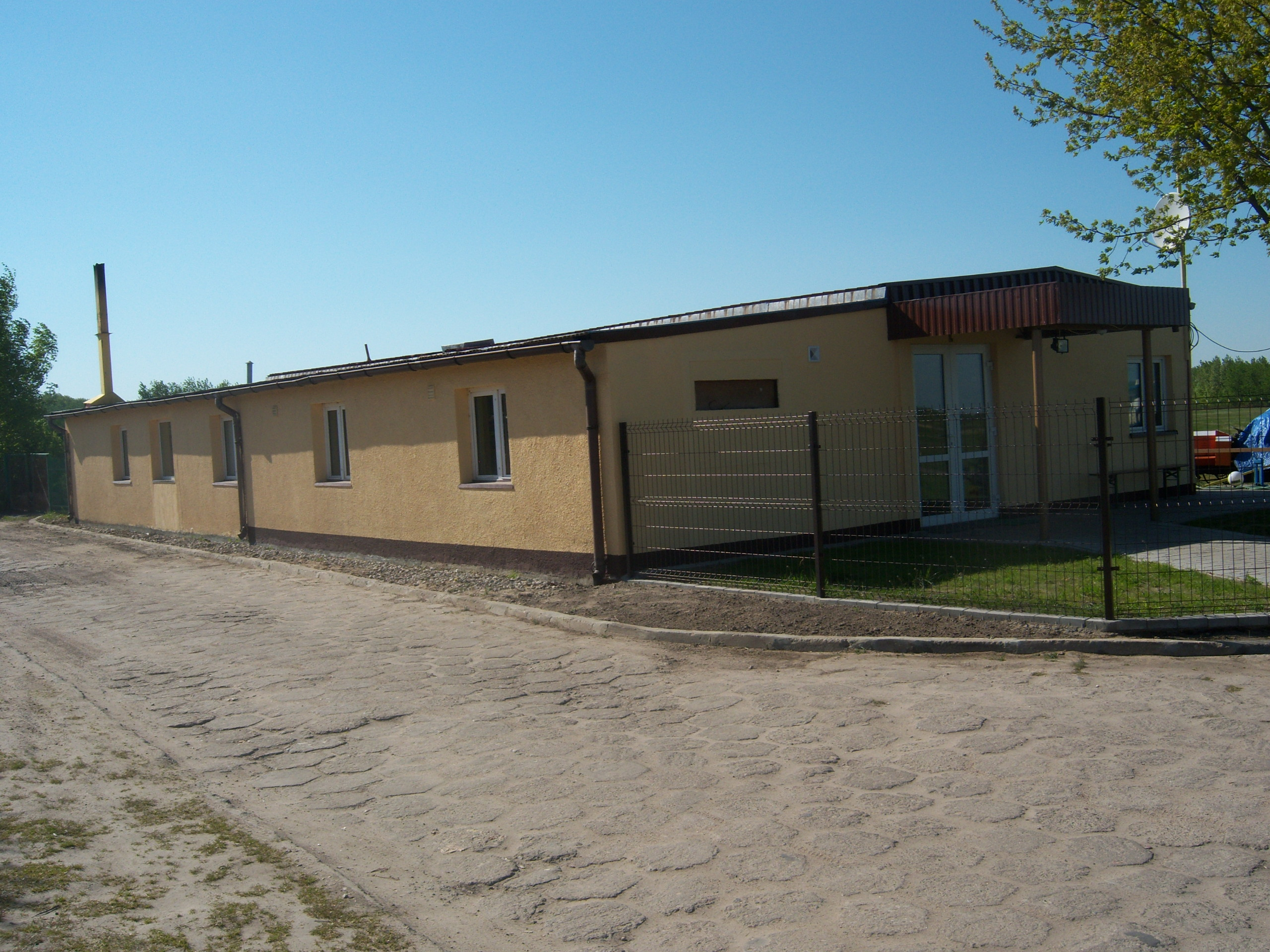
Budynek portu Aeroklubu Konińskiego

Aeroklub Koniński – regionalny oddział Aeroklubu Polskiego utworzony w 1986 roku o charakterze non-profit. Wcześniej podmiotem odpowiedzialnym za lotnictwo w regionie była Konińska filia Aeroklubu Pomorskiego z siedzibą w Toruniu. Aeroklub mieści się 15 km od Konina, w miejscowości Kazimierz Biskupi.

## Lądowisko
Od początku istnienia bazą Aeroklubu jest lądowisko w Kazimierzu Biskupim, które powstało z inicjatywy władz lokalnych oraz Kopalni Węgla Brunatnego "Konin" na zrekultywowanym obszarze zwałowiska zewnętrznego odkrywki Kazimierz. 
W 1983 roku ówczesny naczelnik gminy Kazimierz Biskupi przekazał pod budowę lotniska teren po byłej zwałce kopalnianej. 
W 1986 roku Aeroklub Koniński otrzymał od Aeroklubu Polskiego ciągnik, cysternę samochodową oraz samochód "nysę". W późniejszym czasie Aeroklub otrzymał również: trzy szybowce SZD-30 Pirat, dwa szybowce SZD-50 Puchacz, dwa szybowce SZD-9 Bocian i dwa szybowce SZD-51 Junior. Część z tych maszyn jest nadal użytkowana.
Klub od początku tworzyły trzy sekcje: samolotowa, szybowcowa i spadochronowa. W latach 90 pojawiła się również sekcja balonowa. Aktualnie Aeroklub posiada dwa balony.  
Na 45 ha wygospodarowanych na lotnisko mieści się asfaltowy pas startowy o długości 630 i szerokości 27 metrów oraz droga trawiasta 900×200 metrów, obie na kierunku 09-27. W granicach lotniska znajduje się także zaplecze aeroklubu; dwa hangary, budynek biurowo-socjalny, stacja paliw oraz warsztat naprawczy sprzętu lotniczego. Elewacja lotniska wynosi 110 m n.p.m. / 360 ft n.p.m..
Klub od samego początku prowadzi szkolenie podstawowe oraz trening członków w sekcjach: samolotowej, szybowcowej, modelarskiej i balonowej. 
Aeroklub Koniński jest również organizatorem lokalnych pikników lotniczych. 

## Sekcje
Przy Aeroklubie Konińskim działa sześć sekcji:
- samolotowa;
- szybowcowa;
- balonowa;
- spadochronowa;
- modelarska;
- mikrolotowa.

## Sprzęt
W roku 2017 aeroklub dysponuje czterema samolotami, siedmioma szybowcami i jednym balonem.

### Samoloty
- An-2 1  egzemplarz (SP-ANC)

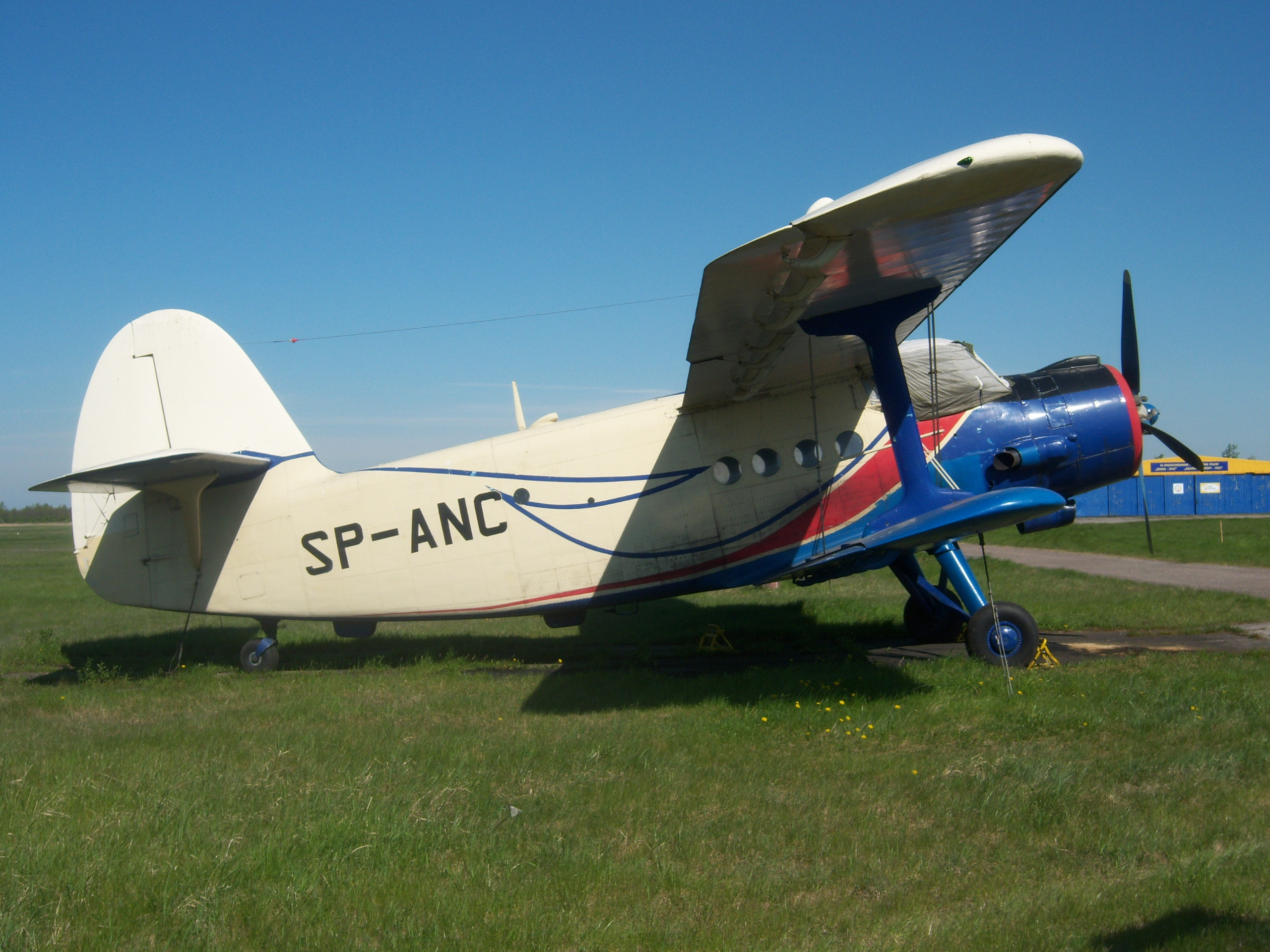
An-2 (SP-ANC) Aeroklubu Konińskiego

- PZL-101 Gawron 1  egzemplarz (SP-CEY)
- Cessna 150 1  egzemplarz (SP-OAK)
- Cessna 152 1  egzemplarz (SP-RBA)

### Szybowce
- SZD-9bis 1E Bocian 1  egzemplarz (SP-2765)
- SZD-50-3A Puchacz 1  egzemplarz (SP-3397)
- SZD-51 Junior 2 egzemplarze (SP-3412, SP-3476)
- SZD-30 Pirat 3 egzemplarze (SP-2716, SP-2839, SP-3125)

### Balony
- TOMI AX-7 1  egzemplarz (SP-BWC "Konin")

## Wypadki
Na terenie Aeroklubu doszło do trzech wypadków śmiertelnych, w których zginęły 4 osoby.
- 17 kwietnia 2004 – wypadek samolotu Zlín Z-142 (SP-ASN) na skutek spadku mocy silnika, z powodu braku paliwa. Przy podchodzeniu do awaryjnego lądowania doszło do przeciągnięcia i maszyna uderzyła w ziemię. W wypadku zginął instruktor, a zarazem szef wyszkolenia Aeroklubu Konińskiego, natomiast uczeń doznał poważnych obrażeń. Samolot został doszczętnie zniszczony[8][9][10].
- 27 czerwca 2005 – wypadek samolotu ultralekkiego KOLIBRIK (OK-KUR14) na skutek błędu pilota. Krótko po starcie samolotu pilot wykonał gwałtowny skręt w lewo, szybko obniżył lot, aż do uderzenia w ziemię. Na skutek wypadku pilot poniósł śmierć na miejscu[11].

- 18 października 2007 – wypadek motolotni (SP-MKNA) na skutek błędu w pilotażu. Przy podchodzeniu do lądowania pilot wykonał głęboki zakręt w prawo w połączeniu z gwałtowną utratą wysokości. Motolotnia uderzyła w ziemię zabijając na miejscu pilota i pasażera, po czym doszczętnie spłonęła[12].

## Upamiętnienie
W 2019 roku na drzwiach jednego z hangarów powstał obraz przedstawiający statki powietrzne związane z Aeroklubem Konińskim. 